# Нурен, Свеа
Свеа Нурен (швед. Svea Norén; 5 октября 1895 — 9 мая 1985) — шведская фигуристка, серебряный призёр летней Олимпиады 1920 года, призёр чемпионатов мира (1913, 1922 и 1923 годов), четырёхкратная чемпионка Швеции (1913, 1915, 1917, 1919 годов) в женском одиночном катании, серебряный призёр чемпионата Швеции 1915 года в парном катании.

## Спортивные достижения

### Женщины
| Соревнование      | 1910 | 1911 | 1912 | 1913 | 1914 | 1915 | 1916 | 1917 | 1918 | 1919 | 1920 | 1921 | 1922 | 1923 |
| ----------------- | ---- | ---- | ---- | ---- | ---- | ---- | ---- | ---- | ---- | ---- | ---- | ---- | ---- | ---- |
| Зимние Олимпиады  |      |      |      |      |      |      |      |      |      |      | 2    |      |      |      |
| Чемпионаты мира   |      |      |      | 3    |      |      |      |      |      |      |      |      | 2    | 3    |
| Чемпионаты Швеции | 2    |      | 3    | 1    |      | 1    |      | 1    |      | 1    |      |      |      |      |

### Пары
(с Harald Rooth)
| Соревнования/Сезоны | 1915 |
| ------------------- | ---- |
| Чемпионаты Швеции   | 2    |